# Феникс, Саммер
Са́ммер Джой Фе́никс (англ. Summer Joy Phoenix), урождённая — Бо́ттом (англ. Bottom; 10 декабря 1978, Уинтер-Парк, Флорида, США) — американская актриса, фотомодель, дизайнер и певица. Номинантка на премии «Независимый дух» (2002) в номинации «Лучшая женская роль» за роль Карлы Мобиус из фильма «Фанатик» (2001) и «Prism Awards» (2003) в номинации «Исполнение в ТВ-фильме или мини-сериале» за роль Саманты в фильме «Отбросы» (2002).

## Юность
Саммер — младшая из пяти детей в семье Джона Ли и Эрлин Феникс. Младшая сестра актёров Ривера (1970—1993), Рейн, Хоакина и Либерти Феникс.
Тётя Джонаса Уинтера (род. 1993), сын Рейн; Рио Эвереста Феникса-Эш (род. 1997), Индиго Орион Феникса-Эш (1999—2001) и Скарлетт Жасмин Феникс-Эш (род. 2001) — дети Либерти.

## Карьера
Феникс работала с агентом Айрис Бертон вместе со своими братьями и сестрой в возрасте двух лет. Она играла эпизодические роли в сериалах: «Она написала убийство», «Нарастающая боль», «Болотная тварь» и «Воздушный волк». Она снималась в телефильме «Секрет Кейт» и «Русские», сыграв младшую сестру брата Хоакина. Также среди её работ роли в фильмах: «Проект Ларами», «Панк из Солт-Лейк-Сити», «Суетный обед», «Фанатик» и «Факультет». Она играла главные роли в фильмах «Эстер Кан» (2000) и «Золотая Сьюзи» (2004).
В 2002 году Феникс играла в трехмесячном спектакле «Это наша молодость» в театре Гаррика вместе с Мэттом Деймоном и Кейси Аффлеком.
Она была участницей рок-группы The Causey Way со своей сестрой Рейн. Позже она выступала в качестве гостя на альбомах группы Rain, the Papercranes.

## Личная жизнь
В 2006—2017 годы Саммер была замужем за актёром Кейси Аффлеком. У бывших супругов есть два сына — Индиана Август Аффлек (род. 31.05.2004) и Аттикус Аффлек (род. 12.01.2008).

## Избранная фильмография
| Год  |    | Русское название                    | Оригинальное название          | Роль                            |
| ---- | -- | ----------------------------------- | ------------------------------ | ------------------------------- |
| 1984 | с  | Воздушный волк                      | Airwolf                        | маленькая девочка               |
| 1984 | с  | Она написала убийство               | Murder, She Wrote              | Синди Донован                   |
| 1987 | ф  | Русские                             | Russkies                       | Кэнди                           |
| 1997 | с  | Скорая помощь                       | Петра                          |                                 |
| 1998 | ф  | Фанатка                             | Girl                           | Ребекка Фернхёрст               |
| 1998 | ф  | Я проснулся рано в день моей смерти | I Woke Up Early The Day I Died | Барменша № 2 / Девушка на пляже |
| 1998 | ф  | Панк из Солт-Лейк-Сити              | SLC Punk!                      | Брэнди                          |
| 1998 | ф  | Факультет                           | The Faculty                    | девушка                         |
| 2001 | ф  | Фанатик                             | The Believer                   | Карла Мобиус                    |
| 2002 | тф | Проект Ларами                       | The Laramie Project            | Джен Маолмског                  |

## Интересные факты
- Саммер — веган[7] и поддерживает организацию PETA[8].
- Саммер назвала своего старшего сына Индиану отчасти в честь своего умершего брата Ривера, так как он сыграл юного Индиану Джонса в фильме «Индиана Джонс и последний крестовый поход».